# Odontanthera
Odontanthera es un género de fanerógamas de la familia Apocynaceae. Contiene seis especies. Es originario de África y Arabia. Se distribuye por Arabia Saudita, Somalia y Yemen.

## Descripción
Son plantas herbáceas erectas, que alcanzan los 7-20 cm de altura, ramificadas, de látex blanco.  Brotes densamente pubescente en toda su superficie. Láminas foliares ovadas, basalmente superficialmente cordadas, el ápice obtuso y mucronado, adaxial poco, abaxialmente densamente aterciopelado.
Las inflorescencias son terminales con 15-20 flores, con pedúnculos casi tan largos como los pedicelos, escasamente pubescente sobre toda la superficie. Flores sin olor.

## Taxonomía
El género fue descrito por Robert Wight y publicado en Madras Journal of Literature and Science 7: 143. 1838.

## Especies
- Odontanthera boveana (Decne.) Mabb.
- Odontanthera linearis (Fenzl) Mabb.
- Odontanthera radians (Forssk.) D.V.Field
- Odontanthera reniformis Wight
- Odontanthera thruppii (Oliv.) Mabb.
- Odontanthera varians (Stocks) Mabb.